# Serie A1 FIAF 1992
La Serie A1 FIAF 1992 è stato il massimo livello del campionato italiano di football americano disputato nel 1992. È stata organizzata dalla Federazione Italiana American Football.
Al campionato hanno preso parte 14 squadre, suddivise in 2 gironi.

## Regular season

### Girone A
| Pos. | Squadra             | %V    | G  | V  | N | P  | PF  | PS  |
| ---- | ------------------- | ----- | -- | -- | - | -- | --- | --- |
| 1    | Lions Bergamo       | 1.000 | 12 | 12 | 0 | 0  | 449 | 178 |
| 2    | Warriors Bologna    | .583  | 12 | 7  | 0 | 5  | 293 | 255 |
| 3    | Frogs Legnano       | .583  | 12 | 7  | 0 | 5  | 263 | 239 |
| 4    | Phoenix San Lazzaro | .583  | 12 | 7  | 0 | 5  | 291 | 300 |
| 5    | Aquile Ferrara      | .500  | 12 | 6  | 0 | 6  | 311 | 256 |
| 6    | Jets Bolzano        | .250  | 12 | 3  | 0 | 9  | 137 | 262 |
| 7    | Angels Pesaro       | .000  | 12 | 0  | 0 | 12 | 116 | 370 |

### Girone B
| Pos. | Squadra          | %V   | G  | V  | N | P  | PF  | PS  |
| ---- | ---------------- | ---- | -- | -- | - | -- | --- | --- |
| 1    | Pharaones Milano | .917 | 12 | 11 | 0 | 1  | 273 | 153 |
| 2    | Gladiatori Roma  | .667 | 12 | 8  | 0 | 4  | 240 | 123 |
| 3    | Chiefs Ravenna   | .667 | 12 | 8  | 0 | 4  | 273 | 175 |
| 4    | Giaguari Torino  | .583 | 12 | 7  | 0 | 5  | 286 | 255 |
| 5    | Pythons Milano   | .292 | 12 | 3  | 1 | 8  | 248 | 312 |
| 6    | Towers Bologna   | .250 | 12 | 3  | 0 | 9  | 191 | 311 |
| 7    | Apaches Firenze  | .125 | 12 | 1  | 1 | 10 | 45  | 227 |

## Playoff
Accedono direttamente ai playoff le prime 3 squadre di ogni girone. Le migliori 3 tra le escluse e la vincente del SilverBowl (finale di Serie A2) disputano un turno preliminare (Wild card).
| Wild Cards |                     |    |
|            |                     |    |
| 4A         | Phoenix San Lazzaro | 24 |
| 1A2        | Saints Padova       | 14 |
|            |                     |    |
| 4B         | Giaguari Torino     | 44 |
| 5A         | Aquile Ferrara      | 47 |

|  | Quarti di finale | Quarti di finale    | Quarti di finale |                  |    | Semifinali       | Semifinali | Semifinali |  |  | XII Superbowl | XII Superbowl | XII Superbowl |
|  |                  |                     |                  |                  |    |                  |            |            |  |  |               |               |               |
|  | 1A               | Lions Bergamo       | 31               |                  |    |                  |            |            |  |  |               |               |               |
|  | 3B               | Gladiatori Roma     | 29               |                  |    |                  |            |            |  |  |               |               |               |
|  | 3B               | Gladiatori Roma     | 29               |                  |    | Lions Bergamo    | 37         |            |  |  |               |               |               |
|  |                  |                     |                  |                  |    | Lions Bergamo    | 37         |            |  |  |               |               |               |
|  |                  |                     | Chiefs Ravenna   | 27               |    |                  |            |            |  |  |               |               |               |
|  | 2B               | Chiefs Ravenna      | Chiefs Ravenna   | 27               | 41 |                  |            |            |  |  |               |               |               |
|  | 2B               | Chiefs Ravenna      |                  |                  | 41 |                  |            |            |  |  |               |               |               |
|  | WC1              | Phoenix San Lazzaro | 25               |                  |    |                  |            |            |  |  |               |               |               |
|  |                  |                     |                  |                  |    |                  |            |            |  |  | 1             | Lions Bergamo | 25            |
|  |                  |                     | 2                | Pharaones Milano | 35 |                  |            |            |  |  |               |               |               |
|  | 1B               | Pharaones Milano    | 40               |                  |    |                  |            |            |  |  |               |               |               |
|  | 3A               | Frogs Legnano       | 37               |                  |    |                  |            |            |  |  |               |               |               |
|  | 3A               | Frogs Legnano       | 37               |                  |    | Pharaones Milano | 42         |            |  |  |               |               |               |
|  |                  |                     |                  |                  |    | Pharaones Milano | 42         |            |  |  |               |               |               |
|  |                  |                     | Aquile Ferrara   | 34               |    |                  |            |            |  |  |               |               |               |
|  | 2A               | Warriors Bologna    | Aquile Ferrara   | 34               | 21 |                  |            |            |  |  |               |               |               |
|  | 2A               | Warriors Bologna    |                  |                  | 21 |                  |            |            |  |  |               |               |               |
|  | WC2              | Aquile Ferrara      | 33               |                  |    |                  |            |            |  |  |               |               |               |

### XII Superbowl
Il XII Superbowl italiano si è disputato sabato 4 luglio 1992 allo Stadio Druso di Bolzano, ed ha visto i Pharaones Milano superare i Lions Bergamo per 35 a 25.
Il titolo di MVP della partita è stato assegnato a Matt Booher, quarterback dei Pharaones.
- Pharaones Milano campioni d'Italia 1992 e qualificati all'Eurobowl 1993.